# Nicolás de Peñalver y Zamora
Nicolás de Peñalver i Zamora (l'Havana, 4 de desembre de 1853-Madrid, 5 de febrer de 1916), també conegut com el «comte de Peñalver», va ser un polític conservador espanyol, alcalde de Madrid durant la Restauració.
Va ostentar els títols nobiliaris de comte de Peñalver i de marquès d'Arcos.

## Biografia
Nascut a l'Havana, era membre d'una noble família establerta a partir del segle xvii primer a Jamaica i després a Cuba; el seu avi va ser Nicolás de Peñalver i Cárdenas, primer comte de Peñalver i alcalde ordinari de l'Havana el 1846. El seu pare va ser Narcís José de Peñalver i Peñalver, segon comte de Peñalver.

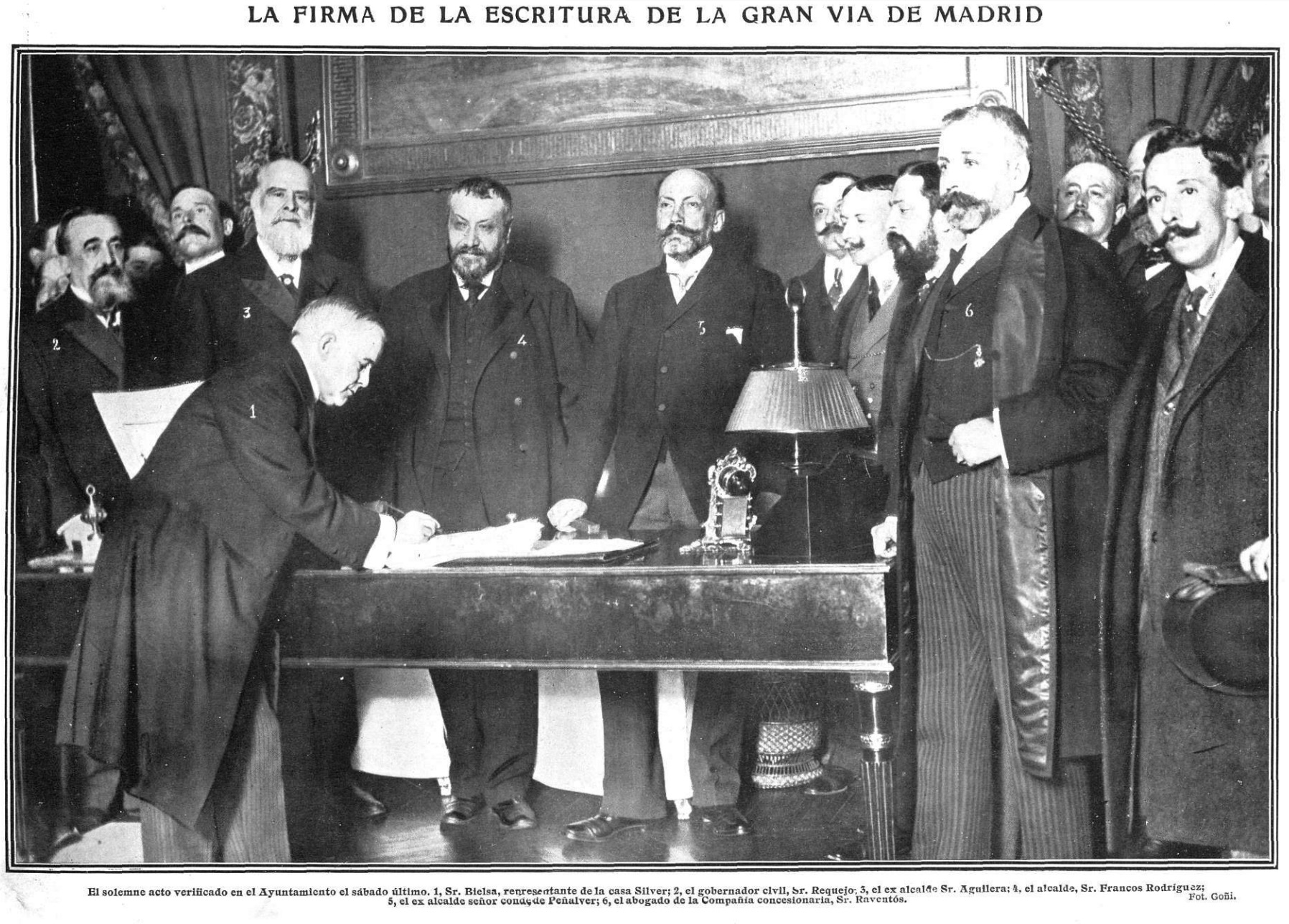
Fotografiat per Goñi al febrer de 1910 durant la signatura de l'escriptura de la Gran Via, com a exalcalde, acompanyat de José Francos Rodríguez i Alberto Aguilera.

Va ser elegit diputat pel districte d'Oviedo el 1891, 1896 i 1898; senador per la província de Matanzas per al període 1884-85, encara que no va arribar a jurar el càrrec; per Oviedo en 1899-1911; vitalici en 1914; va ser alcalde de Madrid tres vegades: entre l'1 i el 14 de desembre de 1892, entre el 25 de març de 1895 i febrer de 1896 i entre el 28 d'octubre de 1907 i el 23 d'octubre de 1909. Va contribuir a la construcció de la Gran Via, que comunicaria el centre de la capital amb l'estació Nord. En el seu honor, es va batejar el primer tram d'aquesta via de comunicació: l'avinguda del Comte de Peñalver —que anava del punt d'arrencada de la Gran Via a la confluència amb el carrer d'Alcalá a la Xarxa de Sant Luis— i, posteriorment, l'actual carrer del Comte de Peñalver, abans cridada de Torrijos, també a Madrid, a l'Eixample.
A més del seu impuls a la construcció de la Gran Via, al Comte de Peñalver se li deuen altres fets importants com són la creació de l'Associació Matritense de Caridad, la inamovilidad dels empleats públics de l'Ajuntament i la creació de la Banda Municipal.
Va ser recipient de les grans creus de Carlos III, d'Isabel la Catòlica, de la Beneficència i de la Concepció de Villaviciosa.
Va morir el 5 de febrer de 1916.